# 184535 Audouze
184535 Audouze è un asteroide della fascia principale. Scoperto nel 2005, presenta un'orbita caratterizzata da un semiasse maggiore pari a 3,1200174 UA e da un'eccentricità di 0,0728762, inclinata di 13,11303° rispetto all'eclittica.
L'asteroide è dedicato all'astrofisico francese Jean Audouze.